# Summer Night Fever
Summer Night Fever ist ein deutsches Sommer-, Musik- und Erotiklustspiel von Sigi Rothemund, der hier unter dem Pseudonym „Siggi Götz“ arbeitete. Die Hauptrollen spielen die (mehrfach textilfrei auftretenden) Jungschauspielerinnen Olivia Pascal, Betty Vergès, Edwige Pierre und Bea Fiedler.

## Handlung
Endlich Sommer, endlich Schulferien! Die beiden Freunde Peter und Freddy wollen nach Ibiza reisen, um dort, Sonne, Meer und natürlich jede Menge Mädchen zu genießen. Mit Freddys Auto geht es los, eine Unterkunft vor Ort hat Peter angeblich an der Hand. Die Probleme beginnen jedoch schon vor dem Start, denn Freddys jüngere Schwester Vicky will unbedingt mitkommen, worauf die beiden Jungs, für die Vicky nur ein kleiner Nerd mit hässlicher Zahnspange und Brille ist, überhaupt keine Lust haben. An einer Raststätte lernen die beiden Möchtegernaufreißer zwei attraktive Damen kennen, doch sie kommen nicht zum Schuss, weil Zahnspangen-Vicky nur durch ihren bloßen Anblick die Hübschen verschreckt. Nun ist die knapp 17-Jährige endgültig bei den Jungs unten durch, und vor allem der hormongeschwängerte Peter wäre heilfroh, sie schnellstmöglich loszuwerden. Während sich Peter, der in diesem Sommertrip unbedingt die magische Zahl von 100 weiblichen Eroberungen erreichen will, fortan bei der Damenwelt abstrampelt und dabei seinem Ziel nicht einen Millimeter näher kommt, hat der ruhige Freddy eine Eroberung nach der anderen, da ihm verschiedene Umstände und seine interessante Schüchternheit zugutekommen.
Während der ersten Übernachtung essen die drei in einem Restaurant. Eine attraktive Blondine flirtet mit Peter bis sich Vicky, die zuvor ihre Zahnspange und das Kassenbrillengestell abgelegt hat – was die Jungs jedoch nicht realisieren, wie ein Klammeräffchen an ihn hängt. Daraufhin interessiert sich die Dame für Freddy, der somit zu seiner ersten Eroberung kommt. In Monte Carlo lernt Vicky am Jachthafen den deutlich älteren Playboy Jacky kennen, den sie vor ihren Begleitern kurzerhand angeberisch als ihren Lover ausgibt. Der Schönling hat nichts gegen diese kleine Notlüge, vermag er doch, anders als die beiden unreifen Jungs, hinter ihre Nerd-Fassade zu blicken. Um Vicky längere Zeit um sich zu haben, lädt er sie und ihre beiden Begleiter zu einer Strandparty ein. Hier glaubt Peter endlich zum Schuss zu kommen, als er Jackys wohlgeformte Ehefrau Helga kennen lernt, die durch eine erotische Tanzdarbietung deutliche Signale sendet. Peter wird fortgeschickt, um für Nachschub an Champagner zu sorgen. Unfreiwillig stört er dabei den von Vicky nicht gewünschten Annäherungsversuch des Playboys. In der Zwischenzeit hat sich dessen Frau bereits an Kumpel Freddy herangemacht und Freddy kann einen weiteren Zentimeter vom Schneidermaßband entfernen. Am darauf folgenden Tag entdeckt Freddy am Strand seine oberkörperfrei liegende, attraktive Mathematiklehrerin, die ihn unlängst in der Abiturprüfung durchfielen ließ. Um eventuell irgendwann einmal Rache zu üben, schießt er schnell ein paar Fotos von ihr. Als sie es bemerkte, nahm sie ihm zunächst die Fotos weg, gab sie ihm jedoch wieder und verabredete sich mit ihm zum Abend in einer Diskothek. Zum Sonnenaufgang gingen beide zum Strand und badeten nackt. Der eifersüchtige Strandliegenvermieter hatte auch ein Auge auf die Mathematiklehrerin geworfen und versteckte daraufhin deren beider Sachen. Daraufhin entschließt sich Freddy, in ein in der Nähe befindliches Haus einzusteigen, um Ersatzkleidung zu organisieren und gerät in eine Affäre der Dame des Hauses, die von der Rückkehr des Ehemannes abrupt unterbrochen wird. Während die Frau versucht den misstrauischen Ehemann durch Liebesspiel zu besänftigen, liegt Freddy mit dem Liebhaber nackt unter dem Ehebett.
In Spanien angekommen, wird den drei Reisenden aus Deutschland nach dem Kauf einer Melone bei einem Straßenverkäufer und der Verspeisung im Schatten, das Fahrzeug gestohlen, doch nach einem langen Fußmarsch, lernen sie in der nächsten Stadt die hübsche Inez kennen. Diese ist stolze Besitzerin eines roten Sportwagens und findet sofort Peters Interesse. Dies passt nun Vicky überhaupt nicht, hat sie sich doch während der gemeinsamen Zeit längst in Peter verliebt. Enttäuscht von Peter, der einfach zu doof ist, die wahre Vicky zu erkennen, läuft sie in Ibiza angekommen davon und geht an den Partystrand von Ibiza (Platja de ses Salines), wo sie sofort eindeutig angesprochen wird, was ihr jedoch nicht passt. Auf Ibiza erweist sich Peters angebliche Wohnmöglichkeit als Fata Morgana, was Freddy wütend macht, so dass er auf Peters Aufforderung ihm ein blaues Auge verpasst. Inez, die aufgrund Peters Beschreibung, den Trugschluss vorhersah, bietet ihre Unterkunft an, die sich als noble Villa herausstellt. Diese gehört einem wohlhabenden Zahnarzt aus Madrid, als dessen Assistentin die selbstbewusste Inez arbeitet. Der lädierte Peter geht leer aus und Freddy reißt am nächsten Tag 4 weitere Zentimeter ab, bis ihn Peter drauf hinweist, dass das pro Frau gilt. Beim Frühstück am nächsten Morgen im Mary y Sol am Hafen von Eivissa werden die beiden von den vorbeikommenden Inez und ihrem (impotenten) Zahnarzt zu einer Poolparty eingeladen. Auf die Ablehnung, dass sie lieber Vicky suchen wollen, entgegnet dieser, dass Vicky auf dieser Party ist, wenn sie auf Ibiza ist. Vicky ist tatsächlich auf der Party und widersetzt sich Peters Versuch sie von der Party mitzunehmen, damit sie endlich „vernünftig“ wird. Auf die Frage von Vicky warum, fällt schließlich auch endlich bei Peter der Groschen und er gesteht ihr (und sich), dass er sie liebt.

## Produktionsnotizen
Summer Night Fever entstand an 21 Drehtagen zwischen dem 12. Juni und dem 18. Juli 1978. Gedreht wurde auf Ibiza, in Saint-Tropez, Monte Carlo, Verona und München. Die Fertigstellung erfolgte am 23. August 1978. Der Film wurde am 31. August 1978 in Mainz (Deutschland) und Klagenfurt (Österreich) uraufgeführt.
Die Ausstattung übernahm Klaus Haase, die Kostüme stammen von Rolf Albrecht. Erich Tomek hatte die Produktionsleitung, Otto W. Retzer die Aufnahmeleitung.
Carl Schenkel wirkte hier noch als Regieassistent, im darauffolgenden Jahr ermöglichte ihm Produzent Karl Spiehs bei Graf Dracula (beisst jetzt) in Oberbayern seine erste eigene Filmregie.
In diesem Film gab Thomas Gottschalk sein Kinodebüt. Er ist noch während des Vorspanns kurz als DJ zu sehen, spricht allerdings kein Wort. Produzent Karl Spiehs hatte Gottschalk, beeindruckt von seiner Tätigkeit als Discjockey bei BR 3, als Musikberater engagiert und ihm, natürlich als DJ, seinen ersten Kurzauftritt gegeben.

## Musiktitel
Bereits im Vorspann wird darauf verwiesen, dass „10 Disco-Erfolge der internationalen Hitparaden“ gespielt werden. Dabei handelt es sich u. a. um
- Lucky von Bernie Paul
- One for You, One for Me von La Bionda
- Baker Street von Gerry Rafferty
- Follow Me von Amanda Lear
- 1, 2, 3, 4 von D.D. Sound
- diverse, insbesondere You're A Person Of Importance und Rollin' Home To Rosie von Curtis Corporation

## Kritik
Das Lexikon des Internationalen Films bezeichnete den Film als eine „Klamotte, die auf der Erfolgswelle von Filmen wie Saturday Night Fever mitzuschwimmen versucht und in der lächerlichen, mit erfolgreichen Discohits unterlegten Handlung Freizügigkeit als Emanzipation und modernes Lebensgefühl verkaufen will.“ Kay Weniger nannte in Das große Personenlexikon des Films das Produkt ein „alberne[s] Sonne-Teenie-Sexlustspiel“.
Erheblich freundlicher vermutete Filmecho/Filmwoche, Regisseur Siggi Götz habe sich den Film Her mit den kleinen Engländerinnen genau angesehen, da Hauptdarsteller Stephane Hillel auch hier den Unwiderstehlichen mime. Olivia Pascals und Betty Verges „reizende Rundungen“ seien „auch diesmal ins rechte Licht gerückt“ worden.